# Diceratucha xenopis
Diceratucha xenopis — міль родини Oenosandridae і єдиний представник монотипного роду Diceratucha. Зустрічається в Австралії.